# Ciurbești
Ciurbești – wieś w Rumunii, w okręgu Jassy, w gminie Miroslava. W 2011 roku liczyła 837 mieszkańców.